# Campeonato Pernambucano de Futebol de 1990
O Campeonato Pernambucano de Futebol de 1990 foi a 76ª edição do campeonato estadual de Pernambuco. Foi disputado por 12 equipes em dois turnos.

## Clubes Participantes
| Equipe                          | Cidade    | Região                                         | No ano anterior | Estádio                      | Capacidade | Títulos                                | Participações |
| ------------------------------- | --------- | ---------------------------------------------- | --------------- | ---------------------------- | ---------- | -------------------------------------- | ------------- |
| Santa Cruz Futebol Clube        | Recife    | Região Metropolitana do Recife                 | Vice-campeão    | Arruda                       | 110.000    | 20 ( último em 1987)                   | 76            |
| Clube Náutico Capibaribe        | Recife    | Região Metropolitana do Recife                 | Campeão         | Aflitos                      | 18.000     | 18 (último em 1989)                    | 75            |
| Central Sport Club              | Caruaru   | Microrregião do Vale do Ipojuca                | Primeira Fase   | Estádio Luiz José de Lacerda | 25.000     | 0 (não possui)                         | 30            |
| América Futebol Clube           | Recife    | Região Metropolitana do Recife                 | Primeira Fase   | Aflitos                      | 18.000     | 6 (1918, 1919, 1921, 1922, 1927, 1944) | 72            |
| Clube Ferroviário do Recife     | Recife    | Região Metropolitana do Recife                 | Primeira Fase   | Vila Ipiranga                | 500        | 0 (não possui)                         | 50            |
| Associação Atlética Santo Amaro | Recife    | Região Metropolitana do Recife                 | Primeira Fase   | Aflitos                      | 18.000     | 0 (não possui)                         | 20            |
| Íbis Sport Club                 | Recife    | Região Metropolitana do Recife                 | Primeira Fase   | Aflitos                      | 18.000     | 0 (não possui)                         | 41            |
| Sport Club do Recife            | Recife    | Região Metropolitana do Recife                 | Primeira Fase   | Ilha do Retiro               | 45.000     | 26 (último em 1988)                    | 74            |
| Sete de Setembro Esporte Clube  | Garanhuns | Microrregião de Garanhuns                      | Primeira Fase   | Estádio Marco Antônio Maciel | 10.000     | 0 (não possui)                         | 9             |
| Paulistano Futebol Clube        | Paulista  | Região Metropolitana do Recife                 | Primeira Fase   | Ademir Cunha                 | 20.000     | 0 (não possui)                         | 9             |
| Atlético Clube Caruaru          | Caruaru   | Microrregião do Vale do Ipojuca                | Primeira Fase   | Antônio Inácio de Souza      | 6.000      | 0 (não possui)                         | 11            |
| Estudantes Sport Club           | Timbaúba  | Microrregião da Mata Setentrional Pernambucana | Primeira Fase   | Ferreira Lima                | 6.000      | 0 (não possui)                         | 2             |

## Classificação

### Primeiro Turno

#### Primeira Fase

##### Grupo A
| Pos | Clube            | Pts | J | V | E | D | GP | GC | SG  |
| --- | ---------------- | --- | - | - | - | - | -- | -- | --- |
| 1   | Santa Cruz       | 13  | 7 | 6 | 1 | 0 | 19 | 1  | 18  |
| 2   | Sport            | 12  | 7 | 5 | 2 | 0 | 17 | 4  | 13  |
| 3   | Central          | 9   | 7 | 4 | 1 | 2 | 12 | 8  | 4   |
| 4   | Náutico          | 9   | 7 | 4 | 1 | 2 | 11 | 7  | 4   |
| 5   | Estudantes       | 6   | 7 | 3 | 0 | 4 | 6  | 10 | -4  |
| 6   | Santo Amaro      | 4   | 7 | 1 | 2 | 4 | 4  | 11 | -7  |
| 7   | Sete de Setembro | 3   | 7 | 1 | 1 | 5 | 5  | 18 | -13 |
| 8   | América          | 0   | 7 | 0 | 0 | 7 | 2  | 17 | -15 |

##### Grupo B
| Pos | Clube            | Pts | J | V | E | D | GP | GC | SG |
| --- | ---------------- | --- | - | - | - | - | -- | -- | -- |
| 1   | Paulistano       | 5   | 3 | 2 | 1 | 0 | 4  | 2  | 2  |
| 2   | Atlético Caruaru | 3   | 3 | 1 | 1 | 1 | 3  | 3  | 0  |
| 3   | Ferroviário      | 2   | 3 | 1 | 0 | 2 | 4  | 4  | 0  |
| 4   | Íbis             | 2   | 3 | 1 | 0 | 2 | 3  | 5  | -2 |

#### Segunda Fase

##### Grupo A
| Pos | Clube            | Pts | J | V | E | D | GP | GC | SG  |
| --- | ---------------- | --- | - | - | - | - | -- | -- | --- |
| 1   | Santa Cruz       | 14  | 7 | 7 | 0 | 0 | 16 | 1  | 15  |
| 2   | Náutico          | 11  | 7 | 5 | 1 | 1 | 12 | 2  | 10  |
| 3   | Sport            | 10  | 7 | 4 | 2 | 1 | 21 | 5  | 16  |
| 4   | Paulistano       | 6   | 7 | 2 | 2 | 3 | 6  | 10 | -4  |
| 5   | Estudantes       | 4   | 7 | 1 | 2 | 4 | 2  | 12 | -10 |
| 6   | Santo Amaro      | 4   | 7 | 1 | 2 | 4 | 1  | 11 | -10 |
| 7   | Sete de Setembro | 4   | 7 | 1 | 2 | 4 | 7  | 18 | -11 |
| 8   | Central          | 3   | 7 | 0 | 3 | 4 | 3  | 9  | -6  |

##### Grupo B
| Pos | Clube            | Pts | J | V | E | D | GP | GC | SG |
| --- | ---------------- | --- | - | - | - | - | -- | -- | -- |
| 1   | América          | 6   | 3 | 3 | 0 | 0 | 9  | 1  | 8  |
| 2   | Atlético Caruaru | 3   | 3 | 1 | 1 | 1 | 2  | 5  | -3 |
| 3   | Íbis             | 2   | 3 | 0 | 2 | 1 | 1  | 3  | -2 |
| 4   | Ferroviário      | 1   | 3 | 0 | 1 | 2 | 1  | 4  | -3 |

### Segundo Turno

#### Primeira Fase

##### Grupo A
| Pos | Clube            | Pts | J | V | E | D | GP | GC | SG  |
| --- | ---------------- | --- | - | - | - | - | -- | -- | --- |
| 1   | Santa Cruz       | 14  | 7 | 7 | 0 | 0 | 15 | 2  | 13  |
| 2   | Náutico          | 11  | 7 | 5 | 1 | 1 | 14 | 3  | 11  |
| 3   | Sport            | 8   | 7 | 3 | 2 | 2 | 11 | 7  | 4   |
| 4   | Santo Amaro      | 6   | 7 | 3 | 0 | 4 | 9  | 8  | 1   |
| 5   | Paulistano       | 6   | 7 | 2 | 2 | 3 | 6  | 6  | 0   |
| 6   | Estudantes       | 6   | 7 | 2 | 2 | 3 | 6  | 12 | -6  |
| 7   | América          | 5   | 7 | 1 | 3 | 3 | 11 | 9  | 2   |
| 8   | Sete de Setembro | 0   | 7 | 0 | 0 | 7 | 1  | 26 | -25 |

##### Grupo B
| Pos | Clube            | Pts | J | V | E | D | GP | GC | SG |
| --- | ---------------- | --- | - | - | - | - | -- | -- | -- |
| 1   | Central          | 6   | 3 | 3 | 0 | 0 | 12 | 1  | 11 |
| 2   | Atlético Caruaru | 4   | 3 | 2 | 0 | 1 | 5  | 3  | 2  |
| 3   | Íbis             | 2   | 3 | 1 | 0 | 2 | 1  | 8  | -7 |
| 4   | Ferroviário      | 0   | 3 | 0 | 0 | 3 | 1  | 7  | -6 |

#### Segunda Fase

##### Grupo A
| Pos | Clube       | Pts | J | V | E | D | GP | GC | SG  |
| --- | ----------- | --- | - | - | - | - | -- | -- | --- |
| 1   | Sport       | 13  | 7 | 6 | 1 | 0 | 14 | 5  | 9   |
| 2   | Náutico     | 12  | 7 | 5 | 2 | 0 | 17 | 3  | 14  |
| 3   | Santa Cruz  | 9   | 7 | 4 | 1 | 2 | 13 | 7  | 6   |
| 4   | América     | 8   | 7 | 3 | 2 | 2 | 9  | 10 | -1  |
| 5   | Paulistano  | 6   | 7 | 2 | 2 | 3 | 8  | 10 | -2  |
| 6   | Central     | 5   | 7 | 2 | 1 | 4 | 6  | 7  | -1  |
| 7   | Santo Amaro | 3   | 7 | 1 | 1 | 5 | 3  | 10 | -7  |
| 8   | Estudantes  | 0   | 7 | 0 | 0 | 7 | 5  | 23 | -18 |

##### Grupo B
| Pos | Clube            | Pts | J | V | E | D | GP | GC | SG |
| --- | ---------------- | --- | - | - | - | - | -- | -- | -- |
| 1   | Ferroviário      | 6   | 3 | 3 | 0 | 0 | 6  | 2  | 4  |
| 2   | Sete de Setembro | 4   | 3 | 2 | 0 | 1 | 6  | 4  | 2  |
| 3   | Íbis             | 2   | 3 | 1 | 0 | 2 | 5  | 5  | 0  |
| 4   | Atlético Caruaru | 0   | 3 | 0 | 0 | 3 | 4  | 10 | -6 |

#### Decisão do Segundo Turno
20/05/1990 Santa Cruz 0 x 1 Sport (Na Prorrogação. Tempo normal: 0 x 0)

## Final
| Data  |            | Placar |            |
| ----- | ---------- | ------ | ---------- |
| 23/05 | Sport      | 0 x 1  | Santa Cruz |
| 27/05 | Santa Cruz | 0 x 1  | Sport      |

Como a prorrogação do segundo jogo terminou empatada em 0 x 0, o Santa Cruz se tornou o campeão por ter a vantagem no jogo por ter a melhor campanha no campeonato.

### Campeão
| Campeão Pernambucano de 1990        |
| ----------------------------------- |
| Santa Cruz Futebol Clube 21° Título |